# Zaplethocornia fumipennis
Zaplethocornia fumipennis är en stekelart som först beskrevs av Léon Abel Provancher 1875.  Zaplethocornia fumipennis ingår i släktet Zaplethocornia och familjen brokparasitsteklar. Inga underarter finns listade i Catalogue of Life.